# Wikipedia tiếng Tagalog
Wikipedia tiếng Tagalog (tiếng Tagalog: Wikipediang Tagalog) là phiên bản tiếng Tagalog, một ngôn ngữ tại Philippines của Wikipedia, có mã là tl.

## Lịch sử
Wikipedia tiếng Tagalog được tạo ra vào tháng 12, năm 2003. Là Wikipedia đầu tiên bằng một trong những ngôn ngữ của Philippines. Tính đến ngày 3 tháng 2 năm 2011, nó có hơn 50.000 bài viết. Bantayan, Cebu trở thành bài viết thứ 10.000 vào ngày 20 tháng 10 năm 2007 trong khi Pasko sa Pilipinas trở thành bài viết thứ 15.000 vào ngày 24 tháng 12 năm 2007.